# Piézoélectricité
La piézoélectricité (du grec πιέζω / piézō, « serrer, presser ») est la propriété que possèdent certains matériaux de se polariser électriquement sous l’action d’une contrainte mécanique et réciproquement de se déformer lorsqu’on leur applique un champ électrique. Les deux effets sont indissociables. Le premier est appelé effet piézoélectrique direct ; le second effet piézoélectrique inverse.
Cette propriété trouve un très grand nombre d’applications dans l’industrie et la vie quotidienne. Une application parmi les plus familières est l’allume-gaz. Dans un allume-gaz, la pression exercée produit une tension électrique qui se décharge brutalement sous forme d’étincelles : c'est une application de l’effet direct. De manière plus générale, l’effet direct peut être mis à profit dans la réalisation de capteurs (capteur de pression…) tandis que l’effet inverse permet de réaliser des actionneurs de précision (injecteurs à commande piézoélectrique en automobile, nanomanipulateur…)
Les matériaux piézoélectriques sont très nombreux. Le plus connu est sans doute le quartz, toujours utilisé aujourd’hui dans les montres pour créer des impulsions d’horloge. Mais ce sont des céramiques synthétiques, les PZT, qui sont le plus largement utilisées aujourd’hui dans l'industrie. En 2010, le marché des dispositifs piézoélectriques est estimé à 14,8 milliards de dollars.

Illustration du comportement d’une pastille piézoélectrique : la contrainte appliquée crée un signal électrique.

## Aspects historiques

### Travaux précurseurs

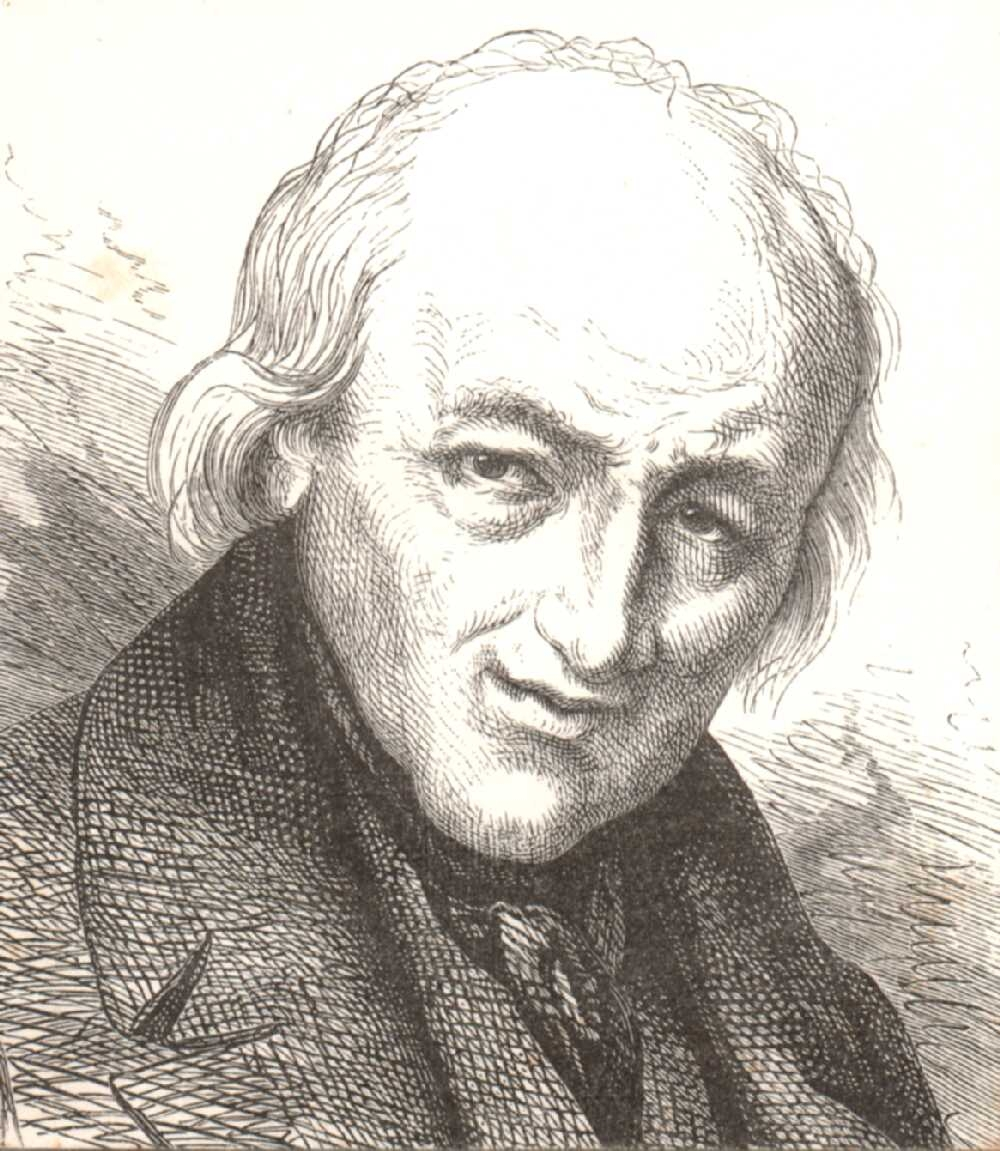
René Just Haüy.

Au milieu du XVIIIe siècle, Carl von Linné et Franz Aepinus avaient étudié l'effet pyroélectrique, par lequel un changement de température entraîne une variation de la polarisation électrique d'un cristal. Le cristal type présentant cet effet est alors la tourmaline : en chauffant un cristal de tourmaline, on fait apparaître sur ses deux faces de l'électricité. La nature de l'électricité est différente sur une face et sur l'autre, vitreuse et résineuse selon les termes de l'époque (on parlerait aujourd'hui de charges positives et négatives).
En 1817, l'abbé René Just Haüy, qui a étudié en détail la pyroélectricité dans différents minéraux, décrit la découverte de ce qu'il appelle alors « l'électricité de pression » sur le spath d'Islande : en comprimant un cristal entre les doigts, il est possible de faire apparaître de l'électricité sur les faces du cristal. Antoine Becquerel poursuit l'étude du phénomène : il identifie plusieurs autres minéraux présentant cette propriété et montrera à l'aide d'une balance de Coulomb que l'électricité ainsi produite est dans une certaine gamme environ proportionnelle à la pression exercée,.
Contrairement à la pyroélectricité, Haüy observe que c'est le même type d'électricité qui est produite sur les deux faces du cristal. Cela suffit à dire que le phénomène découvert par Haüy n'est pas de la piézoélectricité. Le spath d’Islande n'est d'ailleurs pas piézoélectrique. Quand ils publieront leurs travaux sur le quartz, les Curie se démarqueront des travaux de Haüy, attribuant l'électricité de pression à un effet de surface.
L'électricité de pression de Haüy aura été pendant une cinquantaine d'années une propriété parmi d'autres permettant de classer les minéraux ; mais le caractère incertain et difficilement reproductible de cet effet le fera tomber dans l'oubli avec la découverte de la piézoélectricité. Au début du XXe siècle, les manuels de minéralogie ne feront plus mention de l'électricité de pression de Haüy.

### Découverte de l'effet piézoélectrique
La première démonstration de l'effet piézoélectrique direct est due à Pierre et Jacques Curie en 1880. À cette époque, les deux frères, âgés respectivement de 21 et 25 ans, sont tous deux préparateurs à la faculté des sciences de Paris. Combinant leurs connaissances de la pyroélectricité et de la structure cristalline, ils prédisent et vérifient l'existence de la piézoélectricité sur des cristaux de quartz, de tourmaline, de topaze, de sucre et de sel de Rochelle. L'existence de l'effet inverse sera prédite l'année suivante par Gabriel Lippmann sur la base de calculs thermodynamiques, et immédiatement vérifiée par les Curie. C'est également en 1881 que Wilhelm Hankel (de) suggère l'utilisation du terme piézoélectricité du grec « piezin » signifiant presser, appuyer.
La piézoélectricité resta une curiosité de laboratoire pendant une trentaine d'années ; elle donna surtout lieu à des travaux théoriques sur les structures cristallines présentant cette propriété. Ces travaux aboutirent en 1910 à la publication par Woldemar Voigt du Lehrbuch der Kristallphysik qui donne les vingt classes cristallines piézoélectriques, et définit rigoureusement les constantes piézoélectriques dans le formalisme de l'analyse tensorielle.

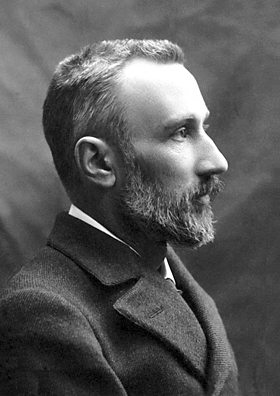
Pierre Curie (photo) et son frère Jacques firent la première démonstration expérimentale de l'effet piézoélectrique.
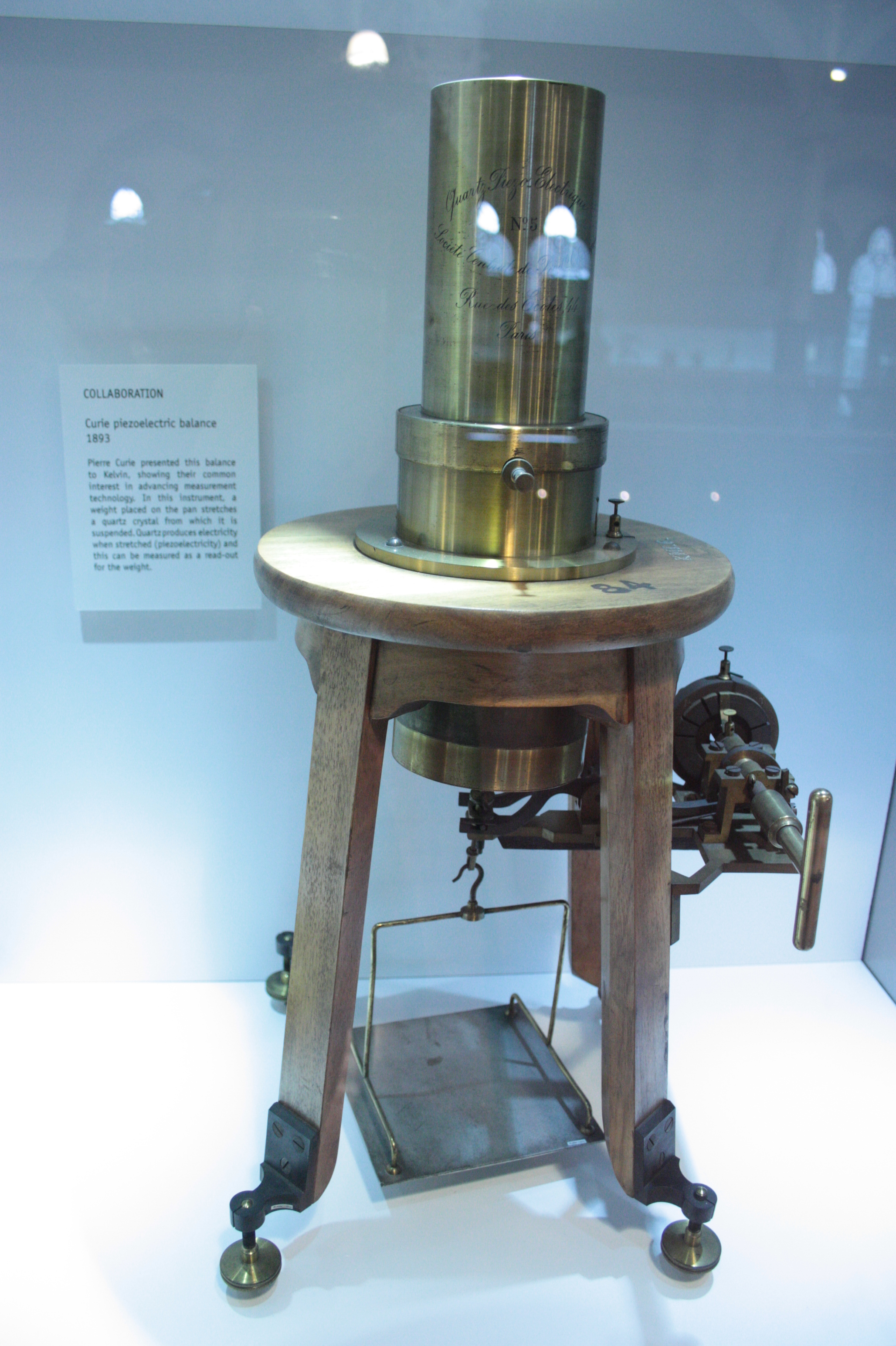
Balance piézoélectrique présentée par Pierre Curie à Lord Kelvin, Hunterian Museum, Glasgow.

D'un point de vue pratique, la piézoélectricité ne fut utilisée que pour réaliser quelques instruments de laboratoire. Les frères Curie feront construire dès 1885, un instrument de laboratoire utilisant ses propriétés : la balance à quartz piézoélectrique. Pierre et Marie Curie l'utiliseront en 1900, pour mesurer la radioactivité des sels d'uranium, le radium et le polonium,,.

### Premières applications
La première application de la piézoélectricité fut le sonar développé par Paul Langevin et ses collaborateurs pendant la Première Guerre mondiale. Ce sonar était composé de lames de quartz collées entre deux plaques d'acier et d'un hydrophone. Il permettait, par la mesure du temps écoulé entre l'émission d'une onde acoustique et la réception de son écho, de calculer la distance à l'objet, et constituait donc une forme de télémètre aquatique. Peu de temps après, au début des années 1920, le premier oscillateur à quartz est mis au point par Walter Cady, ouvrant ainsi la voie au contrôle de fréquence.
Le succès de ces projets suscita un grand intérêt pour la piézoélectricité, relança les recherches et conduisit à travers les années qui suivirent au développement de nouveaux dispositifs pour une large palette d'applications dans la vie quotidienne, l'industrie et la recherche. L'amélioration du phonographe ou le développement du réflectomètre et du transducteur acoustique, largement utilisé pour les mesures de dureté ou de viscosité, en sont des exemples.
Pendant cette période, les principaux matériaux utilisés sont le quartz, le sel de Seignette et le dihydrogène phosphate de potassium KH2PO4. Or, s'ils peuvent être utilisés, ces matériaux présentent toutefois des inconvénients qui limitent à la fois les applications possibles et l'élaboration de théories de la piézoélectricité.

### Découverte des oxydes ferroélectriques
Au cours de la Seconde Guerre mondiale, la recherche de matériaux diélectriques plus performants amena différents groupes de recherche au Japon, aux États-Unis et en Russie à découvrir les propriétés piézoélectriques de céramiques de synthèse composées d'oxydes mixtes à structure pérovskite : le titanate de baryum (BaTiO3) puis un peu plus tard les titano-zirconate de plomb (PbZrxTi1-xO3, abrégé en PZT). La mise au point de ces matériaux représente une étape décisive dans le développement des dispositifs piézoélectriques. En effet, leurs propriétés sont globalement bien meilleures ; ils ont des coefficients piézoélectriques de l'ordre de 100 fois supérieurs à ceux des cristaux naturels. Mais surtout, il est possible avec ces céramiques synthétiques de jouer sur différents paramètres de synthèse et ainsi d'ajuster les propriétés du matériau pour une application précise. En particulier, le dopage par divers ions métalliques permet de modifier considérablement leur constante diélectrique, leur dureté, leur usinabilité, etc.
D'un point de vue théorique, ces matériaux constituent également les premiers ferroélectriques simples qui vont permettre d'élaborer et valider les modèles microscopiques.
Un nouveau saut a été effectué au début des années 1980 avec la synthèse des cristaux de PZN-PT et PMN-PT qui présentent les coefficients piézoélectriques les plus élevés connus à ce jour.

### Sujets de recherche
Aujourd'hui, les recherches sur les matériaux piézoélectriques portent notamment sur la compréhension précise de ces propriétés exceptionnelles, leur optimisation, ainsi que sur le développement de matériaux sans plomb ou de matériaux utilisables dans une plus large gamme de températures. L'optimisation de ces matériaux est aussi un enjeu clé pour la recherche, par exemple les solutions solides entre différents composés (GaPO4/FePO4 ou SiO2/GeO2...) permettant une croissance cristalline de matériau dopé sur un germe cristallin à bas coût.

## Matériaux piézoélectriques
Les matériaux naturels ou de synthèse présentant des propriétés piézoélectriques sont très nombreux ; il est impossible d'en faire un inventaire exhaustif. On peut les classer en grandes familles selon leur composition chimique, leur structure cristallographique ou leur intérêt scientifique ou industriel.

### Oxydes ferroélectriques

#### Structure pérovskite

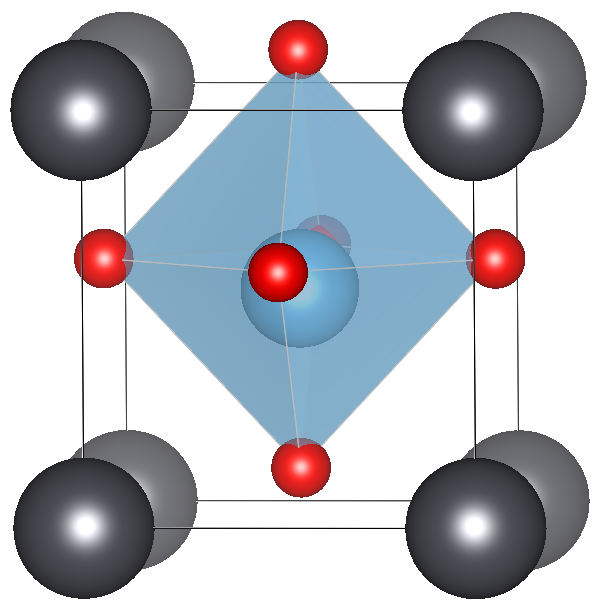
Maille cristalline d'un cristal de structure pérovskite : PbTiO_{3}. Le décalage des cations Pb^{2+} (en noir) et Ti^{4+} (en bleu) par rapport à l'octahèdre formé par les anions O^{2−} (en rouge) confère à cette structure ses propriétés ferro- et piézoélectriques.

Les matériaux ferroélectriques de structure pérovskite occupent une large place dans la palette des oxydes piézoélectriques. Ils ont pour formule générale ABO3. La structure peut être décrite comme un empilement d'octaèdres liés par leurs sommets. Les anions oxygène O2− forment les sommets des octaèdres tandis que les cations B et A occupent respectivement leur centre et les sites entre les octaèdres. Dans sa variante de plus haute symétrie, la structure pérovskite est cubique et non piézoélectrique. Dans les variantes piézoélectriques, les cations A et B sont décalés par rapport au centre des polyèdres d'oxygènes, ce qui crée un dipôle électrique et confère au cristal son caractère ferro- et piézoélectrique. De nombreux ferroélectriques modèles appartiennent à cette famille : le titanate de plomb PbTiO3, le titanate de baryum BaTiO3, le niobate de potassium KNbO3, le ferrite de bismuth BiFeO3.
C'est à cette famille qu'appartient aussi le plus couramment utilisé des matériaux piézoélectriques, le titano-zirconate de plomb (Pb(ZrxTi1-x)O3 abrégé en PZT). Il s'agit d'une solution solide dans laquelle les sites B sont occupés de manière aléatoire par des ions titane et zirconium. Les propriétés diélectriques et piézoélectriques sont maximales autour d'une concentration de titane d'environ x = 52 %, une région du diagramme de phases composition-température appelée « zone morphotropique » qui sépare les zones de stabilité de structures cristallines différentes. Cette compétition entre deux structures cristallines est un élément fondamental permettant d'expliquer les excellentes propriétés du PZT, même si les détails des mécanismes en jeu sont encore parfois débattus au sein de la communauté scientifique.
Ce schéma général se retrouve également dans le cas des solutions solides entre un ferroélectrique relaxeur et un ferroélectrique classique, comme les Pb(Zn1/3Nb2/3)1-xTixO3, Pb(Mg1/3Nb2/3)1-xTixO3, Pb(Sc1/2Nb1/2)1-xTixO3 (abrégés en PZN-xPT, PMN-xPT et PSN-xPT respectivement). La composition optimale varie selon les cas. C'est dans des monocristaux de ce type que les coefficients piézoélectriques les plus élevés sont obtenus. Des solutions dites « ternaires » avec des compositions chimiques plus compliquées ont également été explorées, telles que la famille des PMN-PIN-PT.
Les oxydes sans plomb de structure pérovskite comprennent différentes familles de composés. Sur le modèle des cristaux au plomb, la famille des (Na0.5Bi0.5)TiO3-BaTiO3, solution solide entre le ferroélectrique relaxeur (Na0.5Bi0.5)TiO3 et le ferroélectrique classique BaTiO3, est une de celles présentant les meilleures performances.

#### Structure tungstène-bronze

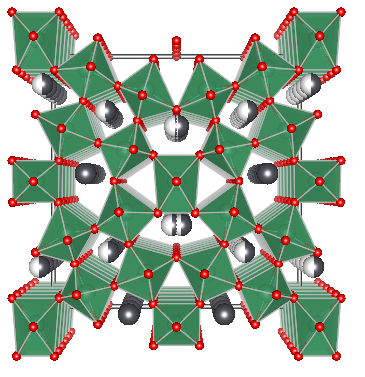
Structure cristalline du métaniobate de plomb PbNb_{2}O_{6}. Gris : Pb, vert : Nb, rouge : O. Les atomes de plomb bicolores gris/blanc indiquent un nombre d'occupation de 0,5.

La structure tungstène-bronze tire son nom du composé modèle KxWO3, et se retrouve dans différents composés de formule générale AxB2O6. Comme la pérovskite, on peut la décrire comme un réseau d'octaèdres d'oxygènes liés par leurs sommets, mais de manière plus complexe, de sorte que ce réseau définit entre les octaèdres trois types de sites cristallographiques différents.
La famille des tungstène-bronze contient notamment les métaniobates de plomb, dont le composé type est PbNb2O6. Le préfixe « meta » fait ici allusion au fait que la structure ferroélectrique de PbNb2O6 n'est que métastable à conditions ambiantes. La fabrication de ces matériaux est donc plus compliquée que les matériaux pérovskites, puisqu'elle suppose de stabiliser cette phase ferroélectrique d'intérêt, et non pas la phase thermodynamiquement plus stable mais non piézoélectrique. En contrepartie, les matériaux de cette famille ont en général des températures de Curie beaucoup plus élevées que la plupart des pérovskites, et peuvent être utilisés jusqu'à des températures proches de leur transition sans dépolarisation significative.

#### Structure ilménite
Le niobate de lithium LiNbO3 et le tantalate de lithium LiTaO3 forment une famille à part. Ils sont tous deux ferroélectriques avec des températures de Curie de 1 210 °C et 660 °C respectivement. Ils ont une structure proche de la maille ilménite de symétrie 3m ; ils n'en diffèrent que par la suite des cations selon leur axe de polarisation (Li-Nb-*-Li-Nb-* contre Fe-Ti-*-Ti-Fe-* pour l'ilménite, où * désigne un site vacant). Ils sont particulièrement utilisés sous forme de monocristaux dans les dispositifs à ondes acoustiques de surface.

### Quartz et oxydes non ferroélectriques
Le quartz (SiO2) est un matériau piézoélectrique important en raison de son rôle dans l'histoire de la piézoélectricité ainsi que par ses applications. On peut lui associer différents isotypes du quartz, GeO2 mais également des phosphates et arséniates : (GaPO4, GaAsO4, AlPO4, FePO4, etc.) dont la maille est doublée par rapport à SiO2. Leur effet piézoélectrique est lié aux déformations de tétraèdres MO4 qui composent leur structure. Les cristaux de structure langasite (dont le langasite de composition La3Ga5SiO14) peuvent également être classés dans la même famille.
Contrairement à la famille précédente, ces composés ne sont pas ferroélectriques. Ils ont en général des coefficients piézoélectriques et des couplages électromécaniques plus faibles que les oxydes ferroélectriques. Mais ils ont d'autres avantages. Le quartz notamment présente une combinaison unique de propriétés remarquables :
- il est piézoélectrique ;
- on peut trouver des orientations cristallographiques qui minimisent la dilatation thermique ;
- il a de très faibles pertes mécaniques, ou en d'autres termes un excellent facteur de qualité mécanique ;
- il est très stable (en température, pression, etc.). Il a également une très faible solubilité dans la plupart des solvants dans des conditions ordinaires, à l'exception des solvants fluorés ;
- il est facile à usiner. Le quartz est dur, mais peu cassant ;
- il est facilement intégrable dans des dispositifs de micro- ou nanoélectronique ;
- il est naturellement abondant, et peut être fabriqué à un coût modeste avec une très bonne qualité. Parmi les monocristaux de synthèse, le quartz arrive second en quantité produite (3 000 tonnes par an en 2000), derrière le silicium.

### Semi-conducteurs
Les semi-conducteurs des groupes III-V de structure zinc-blende et II-VI de structure wurtzite sont également piézoélectriques. Parmi les matériaux modèles, on peut citer :
- le nitrure d'aluminium (AlN) ;
- l'oxyde de zinc (ZnO).

L'effet piézoélectrique est notamment exploité dans les filtres à onde de volume sur couche mince (en) (filtres FBAR). De plus, l'effet piézoélectrique joue un rôle important dans la compréhension des diverses propriétés de ces matériaux, particulièrement dans les nanostructures.

### Polymères

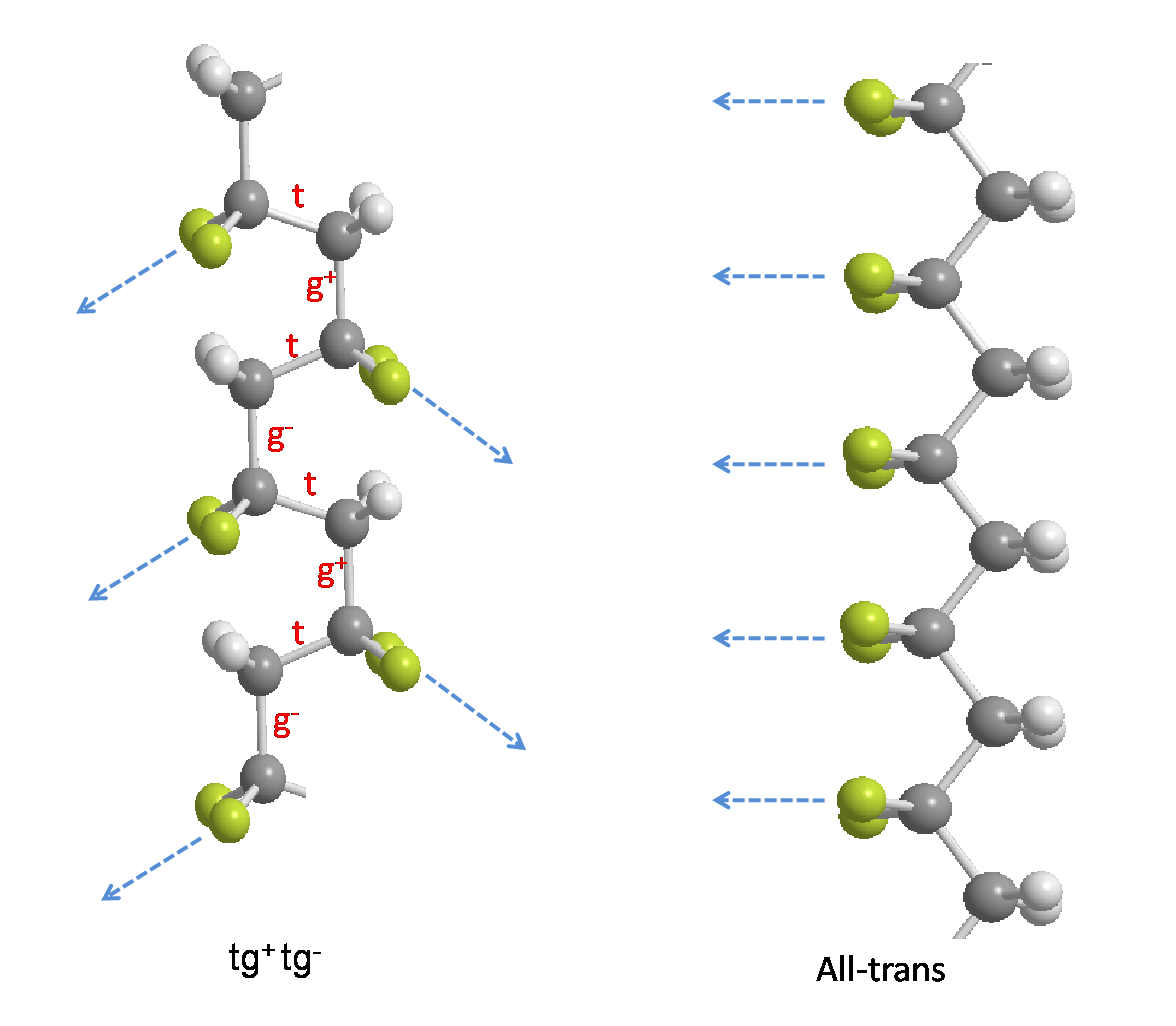
Structure du PVDF dans deux conformations différentes. Les sphères jaunes représentent les atomes de fluor. Dans les deux cas, le polymère possède une polarisation électrique ; elle est alignée avec l'axe de la molécule dans la conformation dite tg^{+}tg^{−} (gauche), et perpendiculaire à l'axe dans la conformation all-trans (droite).

L'étude des effets piézoélectriques dans des polymères naturels d'origine biologique (cellulose, collagène, etc.) remonte aux années 1950. La mise en évidence de l'effet piézoélectrique dans un polymère de synthèse, le polyvinylidine difluoride (PVDF) (-CH2-CF2-)n polarisé, a été publiée en 1969 et a suscité un engouement pour ce thème de recherche. Dans l'industrie, ce sont essentiellement le PVDF et ses dérivés qui sont couramment utilisés.
Les propriétés piézoélectriques de ces polymères dépendent étroitement de leur conformation. Pour stabiliser le polymère sous une forme désirée, il est nécessaire de le soumettre à un procédé de polarisation, comme dans les céramiques.
Comparés aux oxydes, les coefficients piézoélectriques et les couplages électromécaniques de ces polymères restent modestes : 12 à 15 % pour le PVDF et jusqu'à 30 % pour le copolymère P(VDF-TrFE). Ils présentent de plus des pertes diélectriques élevées. En revanche, ils présentent d'autres propriétés qui les rendent très utiles : impédance acoustique plus faible, faible permittivité diélectrique, faible conductivité thermique. De plus, ils sont flexibles et on peut les fabriquer sur de grandes surfaces à des coûts modérés. Ils sont utilisés en couche mince de 6 à 25 µm pour la réalisation de transducteurs, d'hydrophones, de détecteurs, etc.

### Sels

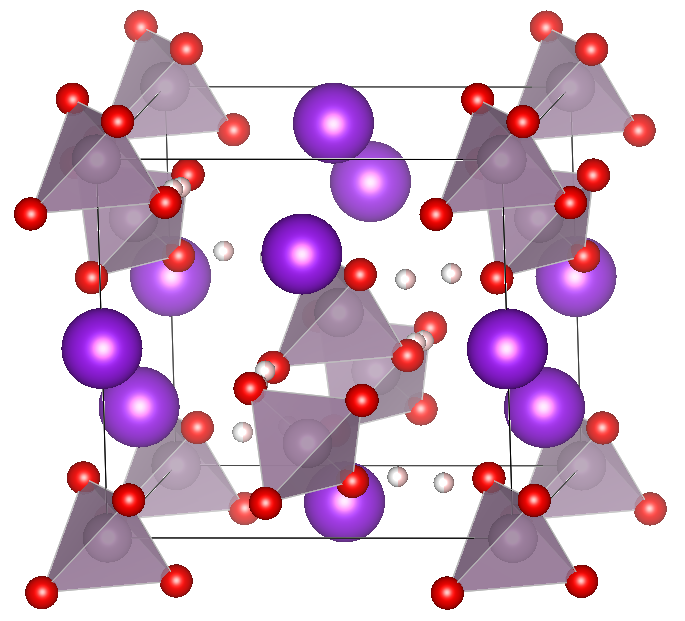
Structure cristalline de KH_{2}PO_{4} dans sa phase piézoélectrique de haute symétrie. Elle est composée d'ions phosphate PO_{4}^{3−} (tétraèdres), de cations K^{+} (en violet) et de protons H^{+} (en blanc).

Les sels piézoélectriques ont eu leur importance dans l'histoire de la recherche sur la piézo- et la ferroélectricité, surtout dans la période qui a précédé la découverte des pérovskites, mais les utilisations pratiques de leurs propriétés piézoélectriques restent anecdotiques. Ils sont ferroélectriques, mais avec des propriétés et des mécanismes très différents des oxydes décrits précédemment, liés à leurs liaisons hydrogène qui s'ordonnent en dessous d'une certaine température de transition. Les plus significatifs sont le sel de Rochelle, la famille du phosphate de monopotassium KH2PO4 (abrégé en KDP) et celle du sulfate de triglycine (en) (abrégé en TGS).
Le sel de Rochelle, de formule chimique NaKC4H4O6.4H2O, est surtout connu comme le premier matériau dont le caractère ferroélectrique a été démontré expérimentalement par une courbe d’hystérésis par Valasek en 1921. Il a été utilisé pour ses propriétés piézoélectriques par l'Américain G. C. Cady dans les oscillateurs et dans les gramophones, avant d'être remplacé par d'autres matériaux en raison de sa solubilité et de sa mauvaise tenue mécanique.
Le phosphate de monopotassium KH2PO4 (KDP) présente une transition de phase ferroélectrique à basse température (−150 °C), mais sa phase paraélectrique à température ambiante est déjà piézoélectrique (groupe ponctuel -42m).
Le sulfate de triglycine (en), de formule (NH2CH2COOH)3·H2SO4, est surtout connu et étudié pour ses propriétés pyroélectriques qui trouvent une utilisation dans les détecteurs infrarouges.

## Mise en forme et procédés

### Céramiques
C'est sous forme de céramique que les matériaux piézoélectriques sont les plus souvent fabriqués et utilisés. On parle parfois de piézocéramiques. Une céramique est composée de grains soudés entre eux par frittage. Les grains sont orientés statistiquement dans toutes les directions et leur taille peut être contrôlée par les conditions de fabrication. Si l'on parvient à donner aux grains de la céramique une orientation préférentielle, on obtient alors une céramique dite texturée dont les propriétés sont en général intermédiaires entre celles d'une céramique et celles d'un monocristal de même composition.
Dans la mesure où les grains sont orientés de manière aléatoire, une céramique après frittage n'est pas piézoélectrique car les contributions individuelles des grains se compensent. Pour obtenir un comportement piézoélectrique à l'échelle macroscopique, il faut passer par un procédé dit de « polarisation » qui consiste à appliquer un fort champ électrique, supérieur au champ coercitif du matériau, pour orienter les dipôles électriques selon une direction privilégiée. Porter l'échantillon à hautes températures facilite le procédé.
Parmi les céramiques piézoélectriques, on distingue habituellement deux familles selon leurs propriétés physiques: les piézocéramiques « dures » et « douces ». Les termes sont empruntés au magnétisme, où l'on classe de la même manière les matériaux ferromagnétiques en durs et doux. Cette classification définit dans les grandes lignes leurs caractéristiques et les gammes d'applications associées. Ainsi, les piézocéramiques douces sont plus indiquées pour les applications nécessitant de bonnes performances (grandes déformations, forts coefficients de couplage) mais en conditions ordinaires, tandis que les piézocéramiques dures, bien que présentant des performances moindres, pourront utilisées dans des conditions de hautes températures, fortes puissances, etc.
| Propriété physique                        | Céramique douce | Céramique dure |
| ----------------------------------------- | --------------- | -------------- |
| Constantes piézoélectriques               | Plus fortes     | Plus faibles   |
| Constantes diélectriques                  | Plus élevées    | Plus faibles   |
| Pertes diélectriques                      | Plus élevées    | Plus faibles   |
| Coefficients de couplage électromécanique | Plus élevés     | Plus faibles   |
| Résistance électrique                     | Très élevée     | Faible         |
| Facteur de qualité mécanique              | Faible          | Élevé          |
| Champ coercitif                           | Faible          | Élevé          |
| Linéarité                                 | Limitée         | Meilleure      |
| Polarisation et dépolarisation            | Facile          | Plus difficile |

### Monocristaux
Un monocristal est un arrangement régulier et périodique d'atomes. C'est sous cette forme que se présentent les matériaux piézoélectriques naturels comme le quartz ou la tourmaline, et c'est également sous cette forme qu'ils ont été utilisés dans les applications de première génération avant la mise au point des céramiques.
Les cristaux ferroélectriques peuvent posséder une structure en domaines. On distinguera alors les monocristaux monodomaines et polydomaines selon qu'une ou plusieurs directions de polarisation coexistent dans le cristal. Dans une description cristallographique, les cristaux polydomaines ne sont pas rigoureusement des monocristaux mais des cristaux maclés ; l'usage est cependant de continuer à parler de monocristal.
Les coefficients piézoélectriques les plus élevés connus à ce jour sont obtenus pour des monocristaux polydomaines. Dans la pratique, ils présentent des inconvénients qui limitent leur utilisation dans beaucoup de dispositifs : coût, disponibilité, etc.
L'optimisation des propriétés d'un monocristal piézoélectrique peut se faire en jouant sur :
- la composition chimique ;
- l'orientation cristallographique ;
- la structure en domaines ferroélectriques.

### Composites

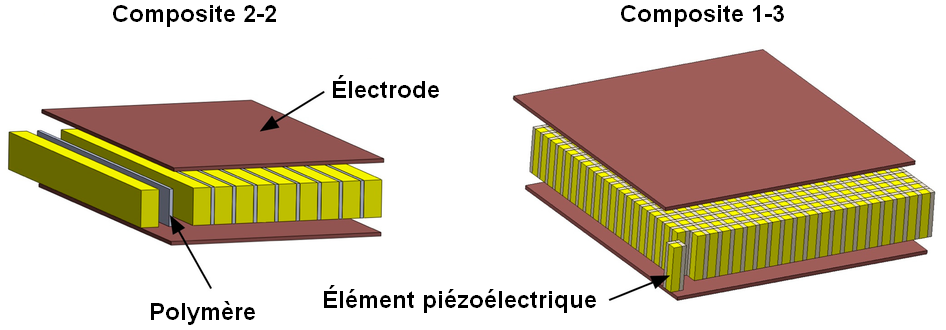
Schéma de piézocomposites 1-3 et 2-2.

Un composite piézoélectrique (ou piézocomposite) est formé de deux constituants également appelés « phases » : une phase piézoélectrique (souvent une céramique de PZT) et une phase non piézoélectrique (typiquement une résine époxy). Un composite est défini par l'arrangement géométrique entre les deux phases. Les plus courants sont composés de bâtonnets de piézocéramique plongés dans la résine (composites notés 1-3) ou de couches empilées (composites notés 2-2). Les notations 1-3 et 2-2 font référence à la connectivité de chacune des deux phases. En jouant sur la connectivité et les fractions volumiques des deux phases, il est ainsi possible d'ajuster de manière quasi-continue les propriétés piézoélectriques et mécaniques de l'ensemble. En particulier, les composites ont montré leur intérêt par rapport aux céramiques conventionnelles dans le domaine des transducteurs acoustiques hautes fréquences pour l'imagerie : leur meilleur coefficient de couplage électromécanique et leur impédance acoustique plus adaptée permettent d'améliorer la résolution des images,.

### Couches minces
La piézoélectricité est une propriété à la base des microsystèmes électromécaniques (MEMS) comme les micromoteurs, les microvalves, les accéléromètres ou les membranes. Les avantages des couches minces piézoélectriques sont notamment leur faible puissance de fonctionnement, l'importance des forces produites et les larges gammes de fréquences d'utilisation. Les couches sont en général fabriquées par un procédé sol-gel et ont une épaisseur comprise typiquement entre 0,5 et 5 µm. Le matériau le plus utilisé est là aussi le PZT.

## Piézoélectricité et symétries de la structure cristalline
L'existence de la piézoélectricité dans un cristal est liée aux symétries de la structure cristalline. En particulier, un cristal ne peut pas être piézoélectrique si sa structure possède un centre de symétrie (structure dite centrosymétrique).
De manière générale, on classe les cristaux suivant leurs symétries en 230 groupes d'espace regroupés en 32 classes cristallines. Il existe 21 classes non centrosymétriques, dont 20 sont piézoélectriques. Parmi ces classes piézoélectriques, 10 possèdent une polarisation électrique spontanée et sont dites polaires. Leur polarisation spontanée varie avec la température, ces cristaux sont donc pyroélectriques. Parmi les cristaux pyroélectriques enfin, certains sont dits ferroélectriques et se caractérisent par le fait qu'il est possible de renverser leur polarisation électrique permanente en appliquant un fort champ électrique dans le sens opposé.
| 32 classes cristallines             | 32 classes cristallines             | 32 classes cristallines                         | 32 classes cristallines                                         |
| ----------------------------------- | ----------------------------------- | ----------------------------------------------- | --------------------------------------------------------------- |
| 20 classes piézoélectriques         | 20 classes piézoélectriques         | 20 classes piézoélectriques                     | Non piézoélectriques                                            |
| 10 classes polaires pyroélectriques | 10 classes polaires pyroélectriques | Non pyroélectriques                             | Non piézoélectriques                                            |
| Matériaux ferroélectriques          | Matériaux non ferroélectriques      | Non pyroélectriques                             | Non piézoélectriques                                            |
| ex : BaTiO3, PbTiO3                 | ex : Tourmaline                     | ex : Quartz                                     |                                                                 |
| 1, 2, m, mm2, 4, 4mm, 3, 3m, 6, 6mm | 1, 2, m, mm2, 4, 4mm, 3, 3m, 6, 6mm | 222, -4, 422, -42m, 32, -6, 622, -62m, 23, 43m. | -1, 2/m, mmm, 4/m, 4/mmm, -3m, 6/m, 6/mmm, m-3, 432, -43m, m-3m |

L'absence de centre de symétrie dans une structure s'explique parfois de manière naturelle par la géométrie. Dans le quartz par exemple, la disposition des ions positifs et négatifs conduit naturellement à la création d'un dipôle électrique lorsque la structure est déformée par une contrainte non hydrostatique. De même, dans les polymères PVDF, la symétrie est naturellement rompue par la substitution de deux atomes d'hydrogène par deux atomes de fluor, beaucoup plus électronégatifs, qui attirent à eux les charges électroniques négatives.
Dans d'autres cas, notamment les ferroélectriques, la brisure de symétrie met en jeu des phénomènes plus complexes. C'est notamment le cas des ferroélectriques modèles qui possèdent à hautes températures une structure cristalline centrosymétrique, non piézoélectrique. À basses températures, la structure de haute symétrie devient instable et le cristal bascule dans une phase de plus basse symétrie. L'énergie d'interaction entre dipôles devient prépondérante et favorise le décalage des ions en dehors de leur position de haute symétrie, et l'apparition d'un ordre ferroélectrique à longue portée.
Certains éléments purs cristallisent également dans des structures non centrosymétriques ; c'est le cas du tellure et du sélénium. La brisure de symétrie s'explique dans ce cas par une distorsion de Peierls : les électrons sont localisés en liaisons covalentes de manière dissymétrique autour des atomes.
La symétrie peut également être brisée en moyenne seulement à une échelle de longueur plus grande que celle de la maille cristalline. Ainsi, le silicium n'est pas piézoélectrique, mais un effet piézoélectrique a été mis en évidence dans le silicium poreux. De même, un effet piézoélectrique peut être provoqué par un couplage entre la polarisation et un gradient de déformation (flexoélectricité).

## Thermodynamique, coefficients et tenseurs piézoélectriques
Dans ce qui suit, on utilisera les notations standard. On notera notamment :
- {\displaystyle \theta } la température et {\displaystyle \sigma } l'entropie ;
- {\displaystyle T_{ij}} et {\displaystyle S_{ij}} le tenseur des contraintes et le tenseur des déformations, respectivement ;
- {\displaystyle E_{i}} et {\displaystyle D_{i}} le champ électrique et le déplacement électrique, respectivement.

De plus, on adopte la convention de sommation d'Einstein.

### Approche thermodynamique
Dans une approche thermodynamique, la piézoélectricité est un cas particulier de phénomène de couplage : le couplage entre les phénomènes élastiques et diélectriques d'un système.
Selon les postulats de thermodynamique, on peut caractériser entièrement le système à l'équilibre par la donnée de variables extensives. Il s'agit ici de l'entropie, de la déformation et de la polarisation du système. Ces trois grandeurs sont les variables d'un potentiel thermodynamique dont les caractéristiques du système se déduisent par dérivations successives. Les autres potentiels thermodynamiques, fonctions de variables intensives, sont obtenus du premier par transformation de Legendre. Une présentation des différents potentiels peut être trouvée dans différents ouvrages,.
Dans ce qui suit, on partira de l'énergie libre de Gibbs qui est uniquement fonction des grandeurs intensives : la température {\displaystyle \Theta }, le champ électrique {\displaystyle E_{i}} et les contraintes {\displaystyle T_{jk}}. Elle est donnée par
{\displaystyle G(\Theta ,E,T)=U-\Theta \sigma -T_{ij}S_{ij}-E_{k}D_{k}~}
{\displaystyle U} est l'énergie interne du système, fonction de l'entropie {\displaystyle \sigma }, de la déformation {\displaystyle S} et du déplacement électrique {\displaystyle D}. La prise en compte de la température n'est pas stricto sensu indispensable à la description thermodynamique de la piézoélectricité : les couplages thermiques étant faibles, il n'est généralement pas fait de distinction entre les constantes piézoélectriques isothermes et adiabatiques.
Les constantes piézoélectriques se déduisent du potentiel thermodynamique par dérivée seconde :
{\displaystyle d_{ijk}=\left({\frac {\partial ^{2}G}{\partial E_{i}\partial T_{jk}}}\right)_{\Theta }}
L'ordre dans lequel on effectue les deux dérivations est indifférent (c'est le théorème de Schwarz). Selon l'ordre choisi, on fait apparaître deux expressions différentes correspondant aux deux manifestations de l'effet piézoélectrique :
{\displaystyle d_{ijk}=\left({\frac {\partial D_{i}}{\partial T_{jk}}}\right)_{E,\Theta }=\left({\frac {\partial S_{jk}}{\partial E_{i}}}\right)_{T,\Theta }}
La première expression reflète la variation de polarisation induite par l'application d'une contrainte : c'est l'effet piézoélectrique direct. La seconde indique qu'un champ électrique crée une déformation : c'est l'effet inverse. Ces deux effets sont donc indissociables, et les coefficients associés sont égaux. Dans le Système international, on les exprime en mètres par volt m/V ou en coulombs par newton C/N.
L'intégration de ces relations conduit aux équations constitutives de la piézoélectricité. Avec ce choix de potentiel thermodynamique, celles-ci s'écrivent :
{\displaystyle \left\{{\begin{array}{l l l l l}S_{ij}&=&s_{ijkl}^{E}\,T_{kl}&+&d_{ijk}\,E_{k}\\D_{i}&=&d_{ikl}\,T_{kl}&+&\varepsilon _{ij}^{T}\,E_{j}\end{array}}\right.}
Une convention de notation appelée notation de Voigt permet de contracter les indices et de représenter les propriétés électromécaniques sous forme d'une matrice carrée. Les équations constitutives s'écrivent alors sous forme matricielle :
{\displaystyle \left[{\begin{array}{l}S_{\alpha }\\D_{i}\end{array}}\right]=\left[{\begin{array}{c|c}s_{\alpha \beta }^{E}&d_{\alpha j}\\\hline d_{i\beta }&\varepsilon _{ij}^{T}\end{array}}\right]\left[{\begin{array}{l}T_{\beta }\\E_{j}\end{array}}\right]}
D'autres choix de potentiels thermodynamiques (et donc de variables indépendantes) sont possibles ; il existe donc quatre jeux d'équations constitutives. La représentation pertinente dépend en général des conditions aux limites du problème considéré. Les coefficients piézoélectriques sont alors notés selon les cas {\displaystyle e}, {\displaystyle g} ou {\displaystyle h}. Ces différentes formes des équations de la piézoélectricité sont données dans la norme ANSI/IEEE 176.

### Tenseur piézoélectrique
On représente donc la piézoélectricité par un tenseur d'ordre 3, par exemple
{\displaystyle S_{ij}=d_{kij}E_{k}~}
Le tenseur piézoélectrique a des propriétés de symétrie qui découlent directement de la symétrie du tenseur des déformations : puisque {\displaystyle S_{ij}=S_{ji}}, on a également {\displaystyle d_{kij}=d_{kji}}.
Dans le cas le plus général, il faut 18 coefficients indépendants pour caractériser complètement les propriétés piézoélectriques d'un matériau. Ce nombre est réduit si la structure cristalline du matériau présente des symétries particulières : il n'en faut plus que 4 dans le quartz et 3 dans le titanate de baryum BaTiO3.

### Coefficients de couplage électromécanique
Les coefficients de couplage électromécanique sont généralement notés {\displaystyle k_{ij}}. Ils sont compris en 0 et 1 et peuvent être vus comme une sorte de rendement : ils traduisent la faculté d'un matériau piézoélectrique à transformer l'énergie mécanique qu'il reçoit en énergie électrique et inversement. Il s'agit d'une caractéristique essentielle d'un matériau dans la conception de différents dispositifs ; il est notamment relié très directement à la bande passante des transducteurs acoustiques.

### Coefficients piézoélectriques complexes
On utilise habituellement les nombres complexes pour rendre compte des phénomènes de dissipation causés par les défauts du milieu. Ainsi, une permittivité complexe permet de représenter les pertes diélectriques d'un milieu, i.e. une faible conductivité. De même, des constantes élastiques complexes permettent de représenter des pertes mécaniques responsables de l'atténuation des ondes acoustiques.
Dans le même esprit, des coefficients piézoélectriques complexes sont parfois utilisés par certains auteurs. Dans bien des cas néanmoins, il est possible de se limiter à des coefficients piézoélectriques réels associés à des constantes diélectriques et élastiques complexes.

## Théories et modélisations

### Calculsab initio
Les méthodes ab initio visent à calculer les propriétés d'un matériau à partir de la seule connaissance de sa composition chimique, en résolvant l'équation de Schrödinger au moyen d'approximations judicieusement choisies. Appliquées à l'étude des matériaux fonctionnels en général et des ferro- et piézoélectriques en particulier, ces méthodes permettent d'expliquer les phénomènes à l'échelle atomique, mais aussi d'aider à la conception de matériaux répondant à des spécifications données.
Dans le cas des piézoélectriques, la plupart de ces calculs sont réalisés dans le cadre de la théorie de la fonctionnelle de la densité (DFT) dans l'approximation de la densité locale (LDA). Ces calculs ont longtemps buté sur plusieurs difficultés spécifiques aux matériaux ferroélectriques. En effet, les approximations classiquement utilisées dans les calculs ab initio sont connues pour introduire des biais qui peuvent fausser l'estimation des volumes. Dans la plupart des matériaux, ces erreurs de quelques pourcents sont insignifiantes, mais pas dans les ferroélectriques, extrêmement sensibles aux variations de volume (ou aux effets de la pression).
Les premiers calculs ab initio de coefficients piézoélectriques ont été publiés en 1989 et ont montré que ces théories permettaient de prédire l'apparition de la ferroélectricité.

### Modélisation des matériaux hétérogènes
Dans la pratique, les matériaux piézoélectriques sont bien souvent des matériaux hétérogènes (céramiques, composites, monocristaux ferroélectriques polydomaines). La compréhension des propriétés macroscopiques effectives passe par la compréhension du rôle exact de ces multiples interfaces présentes dans le matériau. On introduit alors une distinction entre les contributions intrinsèque et extrinsèque à l'effet piézoélectrique. La contribution intrinsèque désigne l'effet piézoélectrique du matériau considéré comme homogène ; les contributions extrinsèques sont toutes les contributions dues aux interfaces présentes dans la microstructure.
Les contributions extrinsèques sont particulièrement importantes pour les applications : elles sont à l'origine de non-linéarités, de dispersion, de vieillissement qui peuvent être autant de problèmes pour la conception et l'utilisation de dispositifs piézoélectriques.
Le problème général est rendu particulièrement ardu par la multiplicité des échelles de longueurs à prendre en compte. Sa résolution nécessite l'adoption d'un certain nombre d'hypothèses simplificatrices. En mécanique, pour les matériaux purement élastiques (non piézoélectrique), ce problème est du domaine de la théorie des milieux effectifs pour laquelle plusieurs méthodes d'homogénéisation ont été développées. Les méthodes classiques (problème d'Eshelby, approximations de Voigt et Reuss) peuvent être étendues aux cas piézoélectriques, mais ne peuvent pas prendre en compte certains effets aux interfaces, notamment la mobilité des parois de domaines.
Les méthodes de calcul par éléments finis, utilisées couramment par ailleurs dans la conception des dispositifs piézoélectriques, peinent à prendre en compte toutes les échelles de longueurs nécessaires dans le cas de matériaux hétérogènes désordonnés. Des méthodes par éléments finis multi-échelles ont cependant été proposées.
On utilise également des méthodes inspirées des méthodes utilisées pour les matériaux composites. Il est ainsi possible de trouver des solutions exactes au problème des structures lamellaires, particulièrement pertinentes dans le cas des ferroélectriques.

## Ondes acoustiques dans les milieux piézoélectriques
La question de la propagation des ondes élastiques dans les milieux piézoélectriques est particulièrement importante dans la mesure où un très grand nombre d'applications de la piézoélectricité en tirent parti.
Dans un piézoélectrique, les propriétés électriques et élastiques étant couplées, il est en principe nécessaire de résoudre le problème en considérant conjointement les équations de l'élasticité et les équations de Maxwell. Le traitement de problème complet est parfois appelé « piézoélectromagnétisme ».
Dans la pratique, les ondes acoustiques que l'on considère ont des fréquences inférieures de plusieurs ordres de grandeurs à celles des ondes électromagnétiques. On se contente donc d'une approximation quasi statique en complétant les équations classiques de l'élasticité par les équations de l'électrostatique. On néglige ainsi le rôle du champ magnétique.

### Ondes de volume
Dans un solide piézoélectrique, la propagation d'une onde élastique de vecteur d'onde {\displaystyle n} est régie par une équation aux valeurs propres appelée équation de Christoffel :
{\displaystyle \Gamma _{ik}u_{k}=\rho V^{2}u_{i}~}
où les {\displaystyle u_{i}} sont les composantes du déplacement, {\displaystyle \rho } est la masse volumique du solide et {\displaystyle \Gamma _{ik}} est la matrice de Christoffel
{\displaystyle \Gamma _{ik}=\left(c_{ijkl}^{E}+{\frac {e_{uij}e_{vkl}n_{u}n_{v}}{\varepsilon _{rs}^{S}n_{r}n_{s}}}\right)n_{j}n_{l}}
Afin de retrouver une forme analogue au cas purement élastique, on peut l'écrire :
{\displaystyle \Gamma _{ik}={\overline {c}}_{ijkl}n_{j}n_{l}}
où les constantes {\displaystyle {\overline {c}}} sont appelées constantes élastiques « durcies ». Il faut toutefois prendre garde que ces constantes ne sont pas comparables à de vraies constantes élastiques car elles dépendent de la direction de propagation considérée.
La résolution de l'équation de Christoffel conduit à trois valeurs propres réelles et positives correspondant aux vitesses de propagation de trois ondes. On les obtient en résolvant
{\displaystyle |\Gamma _{ik}-\rho V^{2}\delta _{ik}|=0~}
Les vecteurs propres correspondants donnent la polarisation des ondes. Celle des trois ondes dont la polarisation est la plus proche de la direction de propagation est dite quasi longitudinale et les deux autres quasi transverse. Dans certains cas particuliers, en général le long de directions de haute symétrie, on peut avoir des ondes purement longitudinale (onde de compression) ou purement transverse (onde de cisaillement).

### Ondes de surface
Le problème des ondes de surface est posé en ajoutant aux équations données précédemment les conditions aux limites mécaniques et électriques caractéristiques d'une surface libre : contrainte nulle et continuité de la composante normale de l'induction électrique. On aboutit ainsi à plusieurs types d'onde pouvant se propager en surface :
- les ondes de Rayleigh ;
- les ondes de Bleustein-Gulyaev ;
- les ondes de Love ;
- les ondes de Lamb.

Dans la pratique, les ondes de surface dans les matériaux piézoélectriques sont exploitées dans les filtres dits SAW (pour surface acoustic wave). Elles sont alors créées et détectées au moyen d'électrodes interdigitées.

## Caractérisations des matériaux piézoélectriques
On entend par caractérisation d'un matériau la détermination d'un certain nombre de ses paramètres permettant d'évaluer sa qualité et son adaptation à une application donnée. On caractérise un matériau piézoélectrique en mesurant notamment ses propriétés électromécaniques, ses coefficients de couplage électromécanique ou son facteur de qualité mécanique selon l'application visée.

## Méthode de résonance-antirésonance

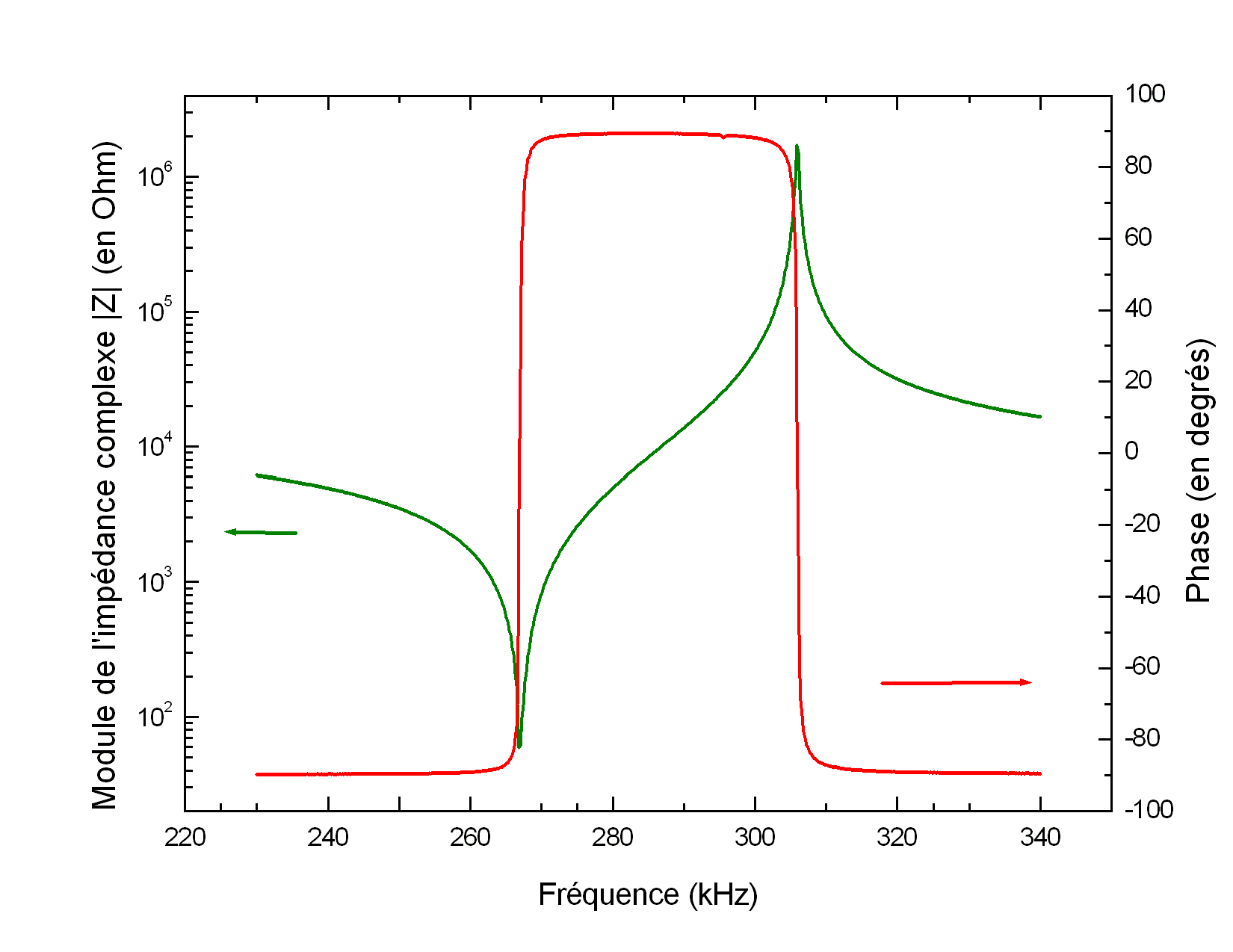
Évolution de l'impédance (module et phase) d'un résonateur piézoélectrique au voisinage de la résonance. Sur cet exemple, la valeur de l'impédance varie sur 4 ordres de grandeurs.

Cette méthode, parfois appelée méthode IRE, est la méthode standard de caractérisation des céramiques piézoélectriques. En mesurant l'impédance complexe de différents échantillons de formes et de dimensions différentes en fonction de la fréquence, on remonte aux différentes caractéristiques du matériau : propriétés électromécaniques, coefficients de couplage, facteurs de qualités mécanique. La procédure est normalisée dans la norme de l'IEEE et décrite au moins partiellement dans les ouvrages de référence,.
En pratique, on taille plusieurs échantillons de manière à isoler un mode propre de vibration particulier, c'est-à-dire à rejeter les autres modes propres à des fréquences beaucoup plus hautes ou beaucoup plus basses. Au voisinage de la fréquence de ce mode propre, le spectre d'impédance de l'échantillon présente un minimum et un maximum à des fréquences dites de résonance et d'anti-résonance. Ces deux fréquences permettent directement de calculer une constante élastique et un coefficient de couplage électromécanique. En mesurant indépendamment (en général à basses fréquences) la constante diélectrique des échantillons, on peut ensuite calculer un coefficient piézoélectrique. En effectuant cette opération pour plusieurs modes propres de vibration, on peut ainsi déterminer toutes les propriétés du matériau.
Le tableau suivant présente trois exemples de modes de vibrations utilisés pour la détermination de quelques coefficients de couplage, coefficients piézoélectriques et compliances élastiques d'une céramique ou d'un monocristal piézoélectrique. Dans ce tableau, {\displaystyle f_{M}} et {\displaystyle f_{m}} désignent les fréquences où l'impédance est maximale et minimale respectivement, {\displaystyle L}, {\displaystyle e} et {\displaystyle \rho } sont la longueur, l'épaisseur et la masse volumique de l'échantillon. La flèche donne la direction de polarisation de l'échantillon ; les électrodes sont représentées par les zones hachurées.
|                        | Coeff. de couplage                                                                                   | {\displaystyle k_{33}^{2}={\frac {\pi }{2}}{\frac {f_{m}}{f_{M}}}\tan \left[{\frac {\pi }{2}}\left(1-{\frac {f_{m}}{f_{M}}}\right)\right]}                         |
| Compliance élastique   | {\displaystyle s_{33}^{D}=1/(4\rho f_{M}^{2}L^{2})\quad ;\quad s_{33}^{E}=s_{33}^{D}/(1-k_{33}^{2})} | |
| Coeff. piézoélectrique | {\displaystyle d_{33}=k_{33}{\sqrt {\varepsilon _{33}^{T}\,s_{33}^{E}}}}                             | |
|                        | Coeff. de couplage                                                                                   | {\displaystyle {\frac {k_{31}^{2}}{1-k_{31}^{2}}}={\frac {\pi }{2}}{\frac {f_{M}}{f_{m}}}\tan \left[{\frac {\pi }{2}}\left({\frac {f_{M}}{f_{m}}}-1\right)\right]} |
| Compliance élastique   | {\displaystyle s_{11}^{E}=1/(4\rho f_{m}^{2}L^{2})}                                                  | |
| Coeff. piézoélectrique | {\displaystyle d_{31}=k_{31}{\sqrt {\varepsilon _{33}^{T}\,s_{11}^{E}}}}                             | |
|                        | Coeff. de couplage                                                                                   | {\displaystyle k_{15}^{2}={\frac {\pi }{2}}{\frac {f_{m}}{f_{M}}}\tan \left[{\frac {\pi }{2}}\left(1-{\frac {f_{m}}{f_{M}}}\right)\right]}                         |
| Compliance élastique   | {\displaystyle s_{55}^{D}=1/(4\rho f_{M}^{2}e^{2})\quad ;\quad s_{55}^{E}=s_{55}^{D}/(1-k_{15}^{2})} | |
| Coeff. piézoélectrique | {\displaystyle d_{15}=k_{15}{\sqrt {\varepsilon _{11}^{T}\,s_{55}^{E}}}}                             | |

### Méthode de Berlincourt
La méthode de Berlincourt, nommée d'après le physicien Don Berlincourt, est une mesure de l'effet piézoélectrique direct. L'échantillon à mesurer est coincé entre deux pièces métalliques et soumis à une contrainte cyclique. Un condensateur est connecté en parallèle, de sorte que le courant produit par l'effet piézoélectrique vient charger le condensateur. Une mesure de la tension aux bornes du condensateur permet de calculer la charge totale et de remonter au coefficient piézoélectrique {\displaystyle d_{33}}. L'amplitude de la contrainte appliquée est mesurée selon un principe analogue, à l'aide d'un élément piézoélectrique connu placé en série avec l'échantillon.
Cette méthode est rapide, facile à mettre en œuvre et relativement peu onéreuse. Contrairement à la méthode précédente, elle permet d'obtenir le signe du coefficient piézoélectrique {\displaystyle d_{33}}. Divers appareils sont disponibles dans le commerce. Les modèles les plus élaborés permettent d'étudier les non-linéarités en faisant varier la fréquence ou l'amplitude de la contrainte appliquée.
Les limites de cette technique tiennent à la difficulté de produire dans l'échantillon une contrainte parfaitement homogène. La forme des contacts est importante : un contact en pointe aura tendance à créer des contraintes inhomogènes tandis qu'un contact plat tendra à créer des contraintes latérales à cause des effets de frictions et fera baisser la valeur mesurée. Par ailleurs, il n'existe pas de norme sur la procédure exacte de mesure, aussi les résultats peuvent-ils présenter des variations d'un laboratoire à l'autre.

### Méthodes acoustiques
Il existe plusieurs méthodes acoustiques permettant de déterminer les caractéristiques d'un matériau piézoélectrique.
La méthode la plus utilisée consiste à émettre une impulsion sur une face d'un échantillon et de mesurer l'écho de l'onde ainsi créée. La mesure de la durée écoulée entre l'émission de l'onde et son écho permet de mesurer sa vitesse et de là de calculer les constantes élastiques « durcies ». Cette méthode, comme la suivante, nécessite une mesure indépendante des constantes diélectriques du matériau.
La spectroscopie de résonance acoustique consiste à remonter aux propriétés électromécaniques d'un matériau à partir des fréquences propres de vibration d'un objet. C'est une méthode utilisée couramment en mécanique. Son utilisation pour les matériaux piézoélectriques est plus délicate car le nombre de paramètres à déterminer est plus grand.

### Mesures sur couches minces
Les méthodes de mesures sur couches minces doivent tenir compte de la présence du substrat s'adapter aux signaux très faibles des couches. Les coefficients piézoélectriques mesurés sur les couches minces sont plus faibles que ceux du matériau massif à cause de l'effet du substrat.
La vibrométrie laser permet de mesurer directement un déplacement en fonction d'un champ électrique appliqué. Il est possible d'en déduire un coefficient piézoélectrique. Elle permet d'effectuer des mesures sur des dispositifs piézoélectriques intégrés comme les MEMS.

### Autres méthodes
Il est également possible de mesurer la vitesses des ondes acoustiques par diffusion Brillouin. La diffusion Brillouin est la diffusion inélastique de la lumière par les ondes élastiques se propageant dans le cristal. Son utilisation pour la détermination des constantes élastiques est classique pour les matériaux non piézoélectriques. Elle peut être étendue au cas des piézoélectriques ; elle a été notamment utilisée pour la détermination des propriétés de certains piézoélectriques modèles (BaTiO3, PbTiO3, KNbO3) mais souffre de plusieurs limitations et n'est utilisée qu'à des fins de recherche.
La microscopie à force piézoélectrique en anglais : piezoresponse force microscopy (PFM) est un mode particulier d'utilisation du microscope à force atomique : l'application d'une tension entre la pointe et l'échantillon permet de sonder la structure en domaines ferroélectriques à l'échelle nanométrique.

### Propriétés de quelques matériaux types
Les coefficients rapportés dans le tableau suivant relient l'allongement relatif d'une barre (sans unité) au champ électrique appliqué entre ses deux extrémités (en V/m). L'unité du Système international pour ce coefficient est donc le mètre par volt (m/V). Les indices (33) se rapportent à la direction cristallographique correspondant à la longueur de la barre.
| Matériau           | Coeff. piézo. d33 (10−12 m/V) | Permittivité relative {\displaystyle \varepsilon _{33}} | Module de Young {\displaystyle c_{33}^{E}} (GPa) | Coeff. de couplage {\displaystyle k_{33}} (%) |
| ------------------ | ----------------------------- | ------------------------------------------------------- | ------------------------------------------------ | --------------------------------------------- |
| Quartz             | 2,3                           | 4,5                                                     | 80                                               | 10                                            |
| BaTiO3 (céramique) | 190                           | 1 700                                                   | 106                                              | 52                                            |
| PbTiO3             | 120                           |                                                         |                                                  |                                               |
| PZT (45/55)        | 140                           | 450                                                     | 71                                               | 60                                            |
| PZN-9PT            | 2 500                         |                                                         |                                                  |                                               |
| LiNbO3             | 6                             | 30                                                      | 2,45                                             | 17                                            |

## Applications

### Transducteurs acoustiques

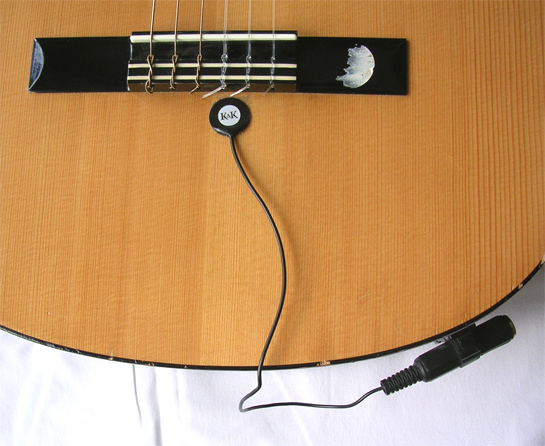
Microphone de contact piézoélectrique sur une guitare classique.

Les matériaux piézoélectriques permettent de convertir une onde acoustique en signal électrique et inversement. Ils constituent le cœur des transducteurs acoustiques utilisés pour émettre ou détecter des ondes acoustiques dans toutes les gammes de fréquences. On les retrouve dans plusieurs domaines.
- Dans les gammes de fréquences audibles, on réalise des microphones piézoélectriques (et en particulier des microphones de contact) et des haut-parleurs, notamment dans les téléphones portables.
- Dans les sonars, utilisés dans la marine, mais aussi dans l'automobile, pour la détection d'obstacles.
- En médecine, on en utilise pour la réalisation d'échographies, qui nécessitent l'émission et la détection d'ondes ultrasonores, ainsi que pour certaines thérapies par ultrasons.

### Résonateurs piézoélectriques
Il est possible de réaliser des résonateurs piézoélectriques très stables au cours du temps et avec des fréquences très précises. La vibration piézoélectrique très stable permet de réaliser des références de temps exploitables en électronique. Les montres à quartz utilisent la résonance d'un diapason en quartz pour créer les impulsions régulières d'horloge.
Une caractéristique principale d'un oscillateur est son facteur de qualité qui mesure la finesse de sa résonance mécanique. Il est habituellement noté {\displaystyle Q}. Les quartz atteignent typiquement des facteurs de qualité de l'ordre de 104 à 106.
Les microbalances piézoélectriques, et particulièrement les microbalances à quartz, reposent également sur ce principe et permettent des mesures de masses très précises.

### Capteurs de pression ou d'accélération
Une pression exercée sur un matériau piézoélectrique crée des charges que l'on peut mesurer électroniquement. Les matériaux piézoélectriques sont donc des candidats naturels pour les applications basées sur la détection de pressions. Des capteurs de pression piézoélectriques sont utilisés notamment pour l'automobile (pression des pneus), l'aéronautique (pression dans les tuyères), des pèse-personnes, ou la musique (batterie électronique).
Sur le même principe, il est possible de mesurer une accélération. On peut ainsi réaliser des capteurs inertiels (accéléromètre à lame vibrante, gyromètre vibrant Coriolis) qui peuvent être utilisés dans les centrales à inertie ou plus couramment dans des applications de plus basse précision : airbag (coussin gonflable de sécurité), guidage, manette de console de jeu vidéo (Wii).
Il faut cependant bien différencier l'effet piézoélectrique de l'effet Piézorésistif, lui aussi largement répandu dans la fabrication de capteurs (notamment de type pont de Wheatstone).

### Actionneurs et moteurs piézoélectriques
Les actionneurs et moteurs piézoélectriques tirent profit de l'effet piézoélectrique inverse : dans ces dispositifs, un champ électrique est utilisé pour commander une déformation ou un déplacement. On appelle actionneur piézoélectrique des actionneurs monoblocs contrôlables, utilisant la déformation induite par une tension électrique pour entraîner le déplacement. Les moteurs piézoélectriques se distinguent des actionneurs en ce qu'ils ne sont pas monoblocs mais composés de plusieurs parties mobiles entre elles.

#### Actionneurs
Il existe principalement deux types d'actionneurs piézoélectriques :
- les actionneurs directs, dans lesquels le déplacement obtenu est égal à la déformation du matériau piézoélectrique. Les actionneurs directs permettent d'obtenir des courses entre 0 et 100 µm ;
- les actionneurs amplifiés, dans lesquels un dispositif mécanique vient amplifier ce mouvement, d’un facteur de 2 à 20. Les actionneurs amplifiés ont généralement des courses comprises entre 0,1 et 1 mm.

Aujourd'hui, ce sont les céramiques multicouches qui sont traditionnellement utilisées dans les actionneurs piézoélectriques. L'intégration de ce type de matériau impose des précautions spécifiques. On peut citer en particulier la nécessité d'assurer une précontrainte mécanique ou d'éviter les efforts en torsion. Sous réserve d'une bonne conception et utilisation, les actionneurs piézoélectriques sont extrêmement fiables et robustes.
Un des premiers domaines d'application a été le domaine spatial, où leur faible échauffement et leur haute densité énergétique sont des atouts majeurs. Ils sont également utilisés pour le nanopositionnement, la création de vibrations, le contrôle actif des vibrations.
Aujourd'hui, outre le domaine spatial, les actionneurs piézoélectriques sont utilisés dans plusieurs domaines :
- dans les microscopes à sonde locale. Le microscope à force atomique et le microscope à effet tunnel emploient la piézoélectricité pour réaliser les petits déplacements nécessaires au balayage de la surface sondée ;
- dans le monde industriel pour de l'assistance à l'usinage par création de vibrations ;
- le contrôle de vibrations ;
- la commande de certains injecteurs en automobile est réalisée grâce à des matériaux piézoélectriques. Cette technique, introduite au début des années 2000, permet notamment de gagner en rapidité d'injection et en consommation[68]. De même, certaines imprimantes à jet d'encre utilisent des éléments piézoélectriques pour produire les fines gouttelettes qui sont propulsées sur le papier ;
- dans les applications opto-acoustiques : par micro-positionnement piézoélectrique de miroir, l'ajustement de la longueur de la cavité laser peut être pilotée pour optimiser la longueur d'onde du faisceau ;
- en optique adaptative en astronomie : des actionneurs piézoélectriques sont utilisés pour déformer un miroir afin de corriger les effets de la turbulence atmosphérique ;
- pour la production des ondes sonores des sonars. Le détecteur piézoélectrique de sous-marin (émission/réception) est inventé durant la Première Guerre mondiale par des équipes de scientifiques français, britanniques et américains dont Paul Langevin[69], et Constantin Chilowski. Les premiers transducteurs à ultrasons de quartz furent mis au point en 1917 par le canadien Robert William Boyle. Les premiers essais sont réalisés début 1918 par le professeur Langevin[70]. (voir ASDIC).

#### Moteurs piézoélectriques

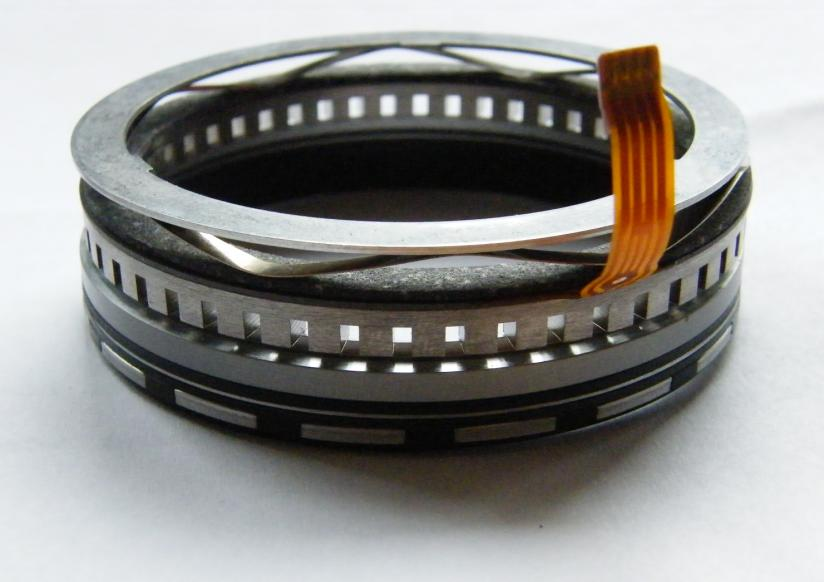
Moteur piézoélectrique de l'autofocus d'un appareil photographique.

Les moteurs piézoélectriques, ou « piézomoteurs », utilisent l'effet piézoélectrique inverse pour convertir un signal électrique en mouvement continu, rotatif ou linéaire. On parle parfois également de « moteur ultrasonique », en référence à la gamme de fréquences dans laquelle sont activés les éléments piézoélectriques. Il existe plusieurs principes de fonctionnement, qu'on peut classer en grandes familles selon que le mouvement est généré par une onde stationnaire ou une onde progressive produite dans le matériau piézoélectrique,.
Les principaux atouts des moteurs piézoélectriques sont les suivants :
- ils présentent des couples élevés et des vitesses lentes ;
- ils peuvent être miniaturisés facilement ;
- ils présentent un très bon rapport poids/puissance ;
- ils sont rapides et très précis ;
- ils sont discrets, voire silencieux.

En revanche :
- ils ont une durée de vie limitée à cause des effets de frictions ;
- ils requièrent des alimentations électriques à hautes fréquences ;
- les céramiques piézoélectriques peuvent être coûteuses et délicates à intégrer au dispositif.

Les applications principales des moteurs piézoélectriques se trouvent dans les cas où leur taille réduite répond à des contraintes d'encombrement : systèmes autofocus d'appareils photographiques, dans les mécanismes de vitre électrique de voiture, etc.

### Générateurs et transformateurs
L'allume-gaz et le briquet « électronique » sont des exemples de la manière dont les piézoélectriques permettent de produire de fortes tensions. L'effet piézoélectrique direct permet de produire de très fortes tensions, supérieures à la tension de claquage de l'air 30 kV/cm pour un écartement de quelques millimètres. Lorsque cette tension est atteinte, une étincelle de décharge est produite et mise à profit pour allumer le gaz du briquet ou de la gazinière.

#### Transformateurs piézoélectriques
Un transformateur piézoélectrique est un multiplicateur de tension alternative. Contrairement au transformateur classique qui utilise un couplage magnétique, le couplage mis à profit est acoustique. Par effet piézoélectrique inverse, une tension d'excitation permet de créer (à l'aide d'électrodes situées sur une des deux extrémités de la barre) une contrainte alternative dans une barre d'un matériau fortement piézoélectrique (une céramique PZT par exemple). Cette contrainte permet la mise en vibration de la barre à une fréquence choisie pour correspondre à une fréquence de résonance. Par effet piézoélectrique direct, une tension est produite sur des électrodes situées sur la deuxième extrémité de la barre. Cette tension, qui bénéficie de l'amplification du mouvement dû à la résonance, peut être 1 000 fois plus élevée.

#### Microgénérateurs

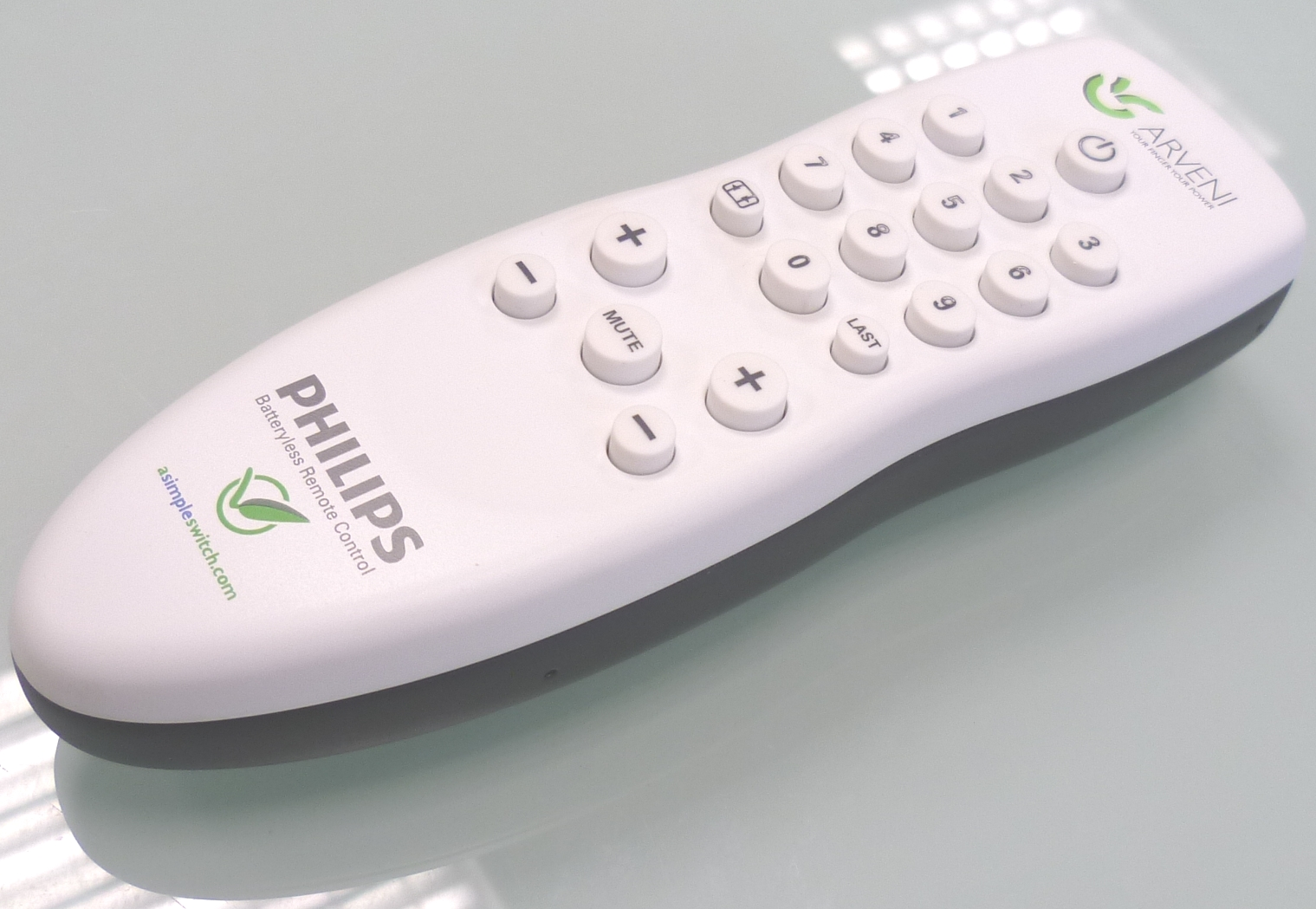
Télécommande de TV sans pile, réalisée par Arveni sas pour Philips en 2011.

Les piézoélectriques sont aussi au cœur d'applications plus récentes visant à récupérer l'énergie présente dans notre environnement sous différentes formes ou effectuées par des mouvements quotidiens.
Un exemple étudié en laboratoire est l'incorporation d'un film piézoélectrique dans des chaussures de sport afin de produire de l'énergie grâce à la pression du talon pendant la marche. Les faibles puissances produites pourraient suffire à terme à alimenter certains dispositifs électroniques. Une autre application est les Vêtements piézo-électriques. Toutefois, la mise au point de tels dispositifs piézoélectriques reste délicate et de nombreux obstacles restent à surmonter.
Les premiers prototypes, dits microgénérateurs, sont apparus en 2006 (cf démonstrateur de sonnette de maison sans fil et sans pile de la société française Arveni s.a.s.). Ils récupèrent par exemple l'énergie mécanique fournie par la pression du doigt sur un bouton. L'électricité ainsi récupérée sert à alimenter un circuit radio, qui émet un message vers le récepteur. Il existe aussi des applications industrielles, comme les réseaux de capteurs sans fil où la source d'énergie est la vibration d'une machine par exemple. Les applications sont la maintenance préventive, la surveillance de santé des structures, ou le contrôle de processus.
La récupération d'énergie par microgénérateur piézoélectrique, est un domaine technique émergent. À terme, l'idée est de remplacer les piles (qui contiennent souvent des matériaux polluants) par des microsources d'énergie renouvelable, pour toutes les applications communicantes, où une énergie mécanique extérieure existe.

### Filtres

Schéma de principe d'un filtre SAW.

Il est possible d'exploiter les propriétés de piézoélectricité pour réaliser des filtres en électronique. Il existe plusieurs types de filtres piézoélectriques :
- ceux qui mettent à profit les résonances mécaniques des échantillons et les variations d'impédance associées[74].
- les filtres à ondes acoustiques de surface (filtres SAW) qui utilisent les propriétés de propagation des ondes à la surface du matériau.

## Au sein des organismes vivants...
On a récemment montré que dans le monde animal, le collagène naturel est un matériau légèrement piézoélectrique, de même pour la chitine très présente chez les insectes et crustacés. Dans le monde végétal, la même observation a été faite pour la cellulose. 
Cet effet piézoélectrique pourrait intéresser le secteur des nanotechnologies, et ceux qui cherchent à créer des membranes polymères piézoélectriques souples, par exemple pour des capteurs intégrés dans des textiles intelligents ou pour un usage biomédical interne à l'organisme

## Biomimétique
Selon Ehud Gazit de l'Université de Tel-Aviv ce sont des nano produits (molécules imitant le collagène et ses propriétés) qui seraient les plus intéressant pour des usages par les nanotechnologies (nanomoteurs) et pour le domaine médical,,.
Une équipe pilotée par Ehud Gazit à l’Université de Tel-Aviv, en collaboration avec l'Institut Weizmann et d'autres instituts de recherche en Irlande, en Chine et en Australie a créé une molécule plus petite, plus simple et plus courte que le collagène, mais bioinspirée par lui, en améliorant considérablement ses propriétés (par rapport au collagène naturel) ; Ces chercheurs ont réussi à faire produire un courant électrique « sain », généré par un matériau non polluant et biodégradable biosinpiré du collagène : un tripeptide à molécule très courte (quelques centaines de nanomètres), baptisée Hyp-Phe-Phe, fait de trois acides aminés auto-assemblés en une forme d'hélice semblable à celle du collagène. Ce matériau est flexible et très résistant (autant que le titane). il pourrait générer un courant électrique dans le corps humain, via l’activation naturelle des muscles (effet activé par la force mécanique) ; ce matériau (Hyp-Phe-Phe) peut créer un courant et une tension électriques à chaque fois qu'il est soumis à une contrainte mécanique (pression, traction, torsion, pli...). On peut aussi le déformer sans le toucher, simplement en lui appliquant un champ électrique ; de quoi imaginer des nanomoteurs ou des nanogénérateurs d'électricité d'un genre nouveau. Un stimulateur cardiaque, par exemple, pourrait ainsi être alimenté en électricité d'origine piézoélectrique, générée via les battements du cœur. 
Cette piézoélectricité est en outre parmi les plus élevées jamais découvertes, dépassant celle des matériaux piézoélectriques du marché, qui en outre sont contiennent souvent du plomb très toxique et écotoxique (sous forme de titano-zirconate de plomb).
Selon ces chercheurs, dans de nombreux cas où une énergie fatale mécanique est produite (quand on bouge, qu'on mâche, que l'intestin fonctionne, que le cœur bat...) de l'électricité peut être produite, dans le corps humain ; mais aussi à l'extérieur, par exemple par la pression d'une voiture roulant sur des capteurs piézoélectriques pourrait alimenter l'éclairage d'une rue à son passage. Les matériaux piézoélectriques aujourd'hui polluant (à base de plomb très souvent) pourraient être remplacé par cette molécule biodégradable.